# Dystrykt Kazungula
Dystrykt Kazungula – dystrykt w południowej Zambii w Prowincji Południowej. W 2000 roku liczył 68 265 mieszkańców (z czego 50,07% stanowili mężczyźni) i obejmował 12 601 gospodarstw domowych. Siedzibą administracyjną dystryktu jest Kazungula.